# Rels B
Rels B, de son vrai nom Daniel Heredia Vidal (né le 18 octobre 1993 à Palma, dans les Îles Baléares), est un rappeur et chanteur espagnol.

## Biographie
Daniel  Heredia Vidal naît à Palma de Majorque, Îles Baléares, en Espagne. Il grandit dans le quartier de Son Gotleu, un quartier modeste de la ville. Son enfance est marquée par des difficultés familiales, notamment des situations de violence de la part de son père à la maison, qui l'ont amené à quitter le domicile familial à l'âge de 15 ans pour vivre avec sa grand-mère et commencer à travailler comme serveur et maçon,.
En 2015, il sort son deuxième EP Player Hater, composé de 8 morceaux produites par Itchy y Buco Sounds, mixées et masterisées par Quiroga. D'autres morceaux comme Don't Tell My Mama, Word Up, Big Plan $, Hood Girl et Palm Tree connaissent le succès sur les réseaux et des millions de vues sur YouTube. Parallèlement, le clip de Mary Jane, produit par Itchy y Buco Sounds et Nibiru Films, connait un grand succès auprès du public. En 2016, il présente les clips Skinny Flakkkkkkkkkkk et Tienes El Don sur YouTube] avec lesquelles il réussit à attirer l'attention d'autres représentants du genre. La même année, il sort son premier album, Boys Don't Cry, composé de 12 titres, produit par Itchy y Buco Sounds et masterisé par Quiroga. Les critiques ont également qualifié l'album de sexiste, tant dans son titre que dans ses paroles.
En 2017, il sort un EP avec Indigo Jams, qui comprend des titres tels que New Generation,.
En 2019, le chanteur sort pour son anniversaire son album Happy Birthday Flakko. Des artistes tels que Duki, Don Patricio, entre autres, y collaborent.
En 2022 Smile Bix le 25 mars qui comprend des succès tels que 100 Tracks et Class G. Il témoigne d'un style nouveau et fait de Rels B une figure importante de la scène musicale.

## Discographie

### Albums studio
- 2015 : Player Hater
- 2016 : Boys Don't Cry
- 2017 : Inéditos
- 2018 : Flakk Daniel's LP
- 2019 : Happy Birthday Flakko
- 2020 : La Isla LP'
- 2023 : AfroLova' 23
- 2024 : A New Star (1 9 9 3)
- 2025 : AfroLova' 25

### EP
- 2012 : Comeback
- 2014 : Change or Die
- 2017 : Nueva Generación
- 2022 : Smile Bix :)
- 2024 : Nostalgia EP

### Singles notables
- 2018 : Buenos Genes (PROMUSICAE : double  Platine[9])
- 2018 : Sin Mirar las Señales (PROMUSICAE :  Platine[9])
- 2019 : Si no te veo (PROMUSICAE :  Or[9])